# DDT (Band)
DDT (russisch ДДТ) ist eine russische Rockband. Sie wurde von Juri Schewtschuk, ihrem Leadsänger, 1981 in Ufa gegründet. Mit ihrem in die Singer-Songwriter-Richtung gehenden Stil sind sie, zusammen mit den Bands Aquarium und Kino, bedeutende Vertreter der russischen Rockmusik der Perestroika-Ära und, im allgemeinen Sinn, der modernen russischen Popmusik.

## Geschichte
Bei ihrer Gründung im Jahr 1981 bestand die Gruppe aus Juri Schewtschuk (Юрий Юлианович Шевчук) (Gesang, Gitarre), Wladimir Sigatschow (Владимир Сигачёв) (Keyboard), Rustem Assanbajew (Рустем Асанбаев) (Gitarre), Gennadi Rodin (Геннадий Родин) (Bass) und Rustam Karimow (Рустам Каримов) (Schlagzeug).
1982 schrieb die Komsomolskaja Prawda einen Wettbewerb für junge Musiker aus, betitelt als Solotoj Kamerton (Золотой Камертон) (dt. Goldene Stimmgabel). DDT sandte drei Kompositionen zu: „Inoplanetjane (Инопланетяне)“ (dt. Außerirdische), „Tschornoje solnze (Чёрное солнце)“ (dt. Schwarze Sonne) und „Ne streljai (Не стреляй)“ (dt. Schieß nicht).
Während des laufenden Wettbewerbs veröffentlichte die Band ihr erstes Album (auf Tonband). „Swinja na raduge (Свинья на радуге)“ (dt. Das Schwein auf dem Regenbogen). Dieses Album enthält Elemente von Rock ’n’ Roll, Blues und Country-Musik. Zu diesem Zeitpunkt war die russische Pop-Musik eingeteilt in offizielle Künstler, denen die Mitgliedschaft in der offiziellen Musikunion erlaubt war und die staatliche Unterstützung bekamen, und in inoffizielle Künstler. Inoffizielle Künstler waren meist gut ausgebildete Musiker, aber sie standen in anderen Berufen (die sprichwörtliche „Generation der Hausmeister und Wächter“). In den 1980er Jahren entstanden komplexe Vertriebsnetze für Tonbänder und inoffizielle Künstler konnten auf diese Weise weite Rezeption (ohne finanzielles Entgelt) erreichen (vgl. auch Samisdat). Solche Untergrund-Künstler wurden häufig weitbekannt und ihre inoffiziellen Alben wurden sogar manchmal in der offiziellen Presse erwähnt. DDT befand sich in den 80er Jahren stets am Rande zwischen Untergrund und erlaubtem Status. Veröffentlichen konnte die Gruppe aber nur im Untergrund.
Die von DDT eingesandten Kompositionen an „Solotoj Kamerton“ gelangten bis in die Endausscheidung und die Band wurde nach Moskau eingeladen, wo sie im „Orljonok Komplex (Орлёнок Комплекс)“ gemeinsam mit der Gruppe „Rok-sentjabr (Рок-сентябрь)“ (dt. Rock-September) aus Tscherepowez, ein Konzert gab. Gemeinsam mit drei Mitgliedern von „Rock-September“, Wjatscheslaw Korbin, Jewgeni Belosjorow und Andrei Maslennikow, spielte DDT kurze Zeit später ein Album (auf Tonband) ein: „Monolog w Saigone (Монолог в Сайгоне)“ (dt. Monolog in/im Saigon; doppeldeutig: das Café an der Ecke Newski-/Wladimir-Prospekt mit dem inoffiziellen Szenenamen „Saigon“ war ein wichtiger Treffpunkt für Untergrund-Künstler im Leningrad der 1980er-Jahre). Nachdem das Album eingespielt war, kehrten Sigatschow und Schewtschuk nach Ufa zurück. Sigatschow distanzierte sich von der Band, während Schewtschuk neue Mitglieder aufsammelte. Neben Rodin den Schlagzeuger Sergei Rudogo, den Gitarristen Rustam Reswanow und den Keyboard-Spieler Wladislaw Strotschillo.
Im Mai 1983 trat DDT mit großem Erfolg im Moskauer Luschniki-Stadion auf, im Rahmen des dreitägigen Festivals „Rock sa mir (Рок за мир)“ (dt. Rock für den Frieden). Ihr Beitrag wurde allerdings aus dem offiziellen TV-Programm über dieses Ereignis herausgeschnitten.
Nach ihrer Umformierung veröffentlichte die Gruppe 1984 das Album „Periferija (Периферия)“ (dt. Peripherie). Nach dieser Veröffentlichung wurden einige der Bandmitglieder vom KGB kontaktiert und bewacht. Schewtschuk verbrachte einige Zeit in Swerdlowsk, wo er mit der Band Urfin Juice (russisch Urfin Dschus (Урфин Джус)) auftrat. Im November 1985 veröffentlichte DDT in Swerdlowsk das Album „Wremja (Время)“ (dt. Zeit). 1986 zog Schewtschuk mit Frau, Sohn und Mutter nach Leningrad.
1987 organisierte Schewtschuk DDT erneut um. Die neuen Mitglieder waren Nikita Saizew (Никита Зайцев) (Geige), Wadim Kuryljow (Вадим Курылёв) (Bass), Andrei Wassiljew (Андрей Васильев) (Gitarre), Igor Dozenko (Игорь Доценко) (Schlagzeug), Andrei Muratow (Андрей Муратов) (Keyboard) und Michail Tschernow (Михаил Чернов) (Saxophon).
Im Juni 1987 trat DDT beim Leningrader Rock-Festival auf, wo sie vor 3.000 Zuhörern spielten, obwohl das Konzert für nur 1.000 Besucher zugelassen war. Im Sommer 1988 machte DDT eine Tournee durch die UdSSR und nahm ein neues Album auf: „Ottepel (Оттепель)“ (dt. Tauwetter). 1989 machte DDT gemeinsam mit der Band Alisa eine Tour, die sie auch nach Ungarn führte. 1990 trat DDT auf mehreren Konzerten in den Vereinigten Staaten und Japan auf. Ebenso traten sie bei einem Konzert zu Ehren von Wiktor Zoi auf. 1991 veröffentlichte die Gruppe zwei Alben: „Plastun (Пластун)“ (dt. Schleicher) und „Aktrissa Wesna (Актриса Весна)“ (dt. Schauspielerin Frühling).
Dann änderte die Gruppe ihre Aufführungsstrategie und nahm weitere Programme in ihr Repertoire auf: gut vorbereitete, konzeptverbundene Konzerte. Zwischen Dezember 1992 und Januar 1993 führte DDT sein erstes Programm vor: „Tschorny Pjos Peterburg (Чёрный пёс Петербург)“ (dt. Schwarzer Hund Petersburg) und begann eine Tournee durch die GUS-Staaten. Am 27. Mai 1993 wohnten einem DDT-Konzert auf dem Schlossplatz in Sankt Petersburg 120.000 Menschen bei. Im Sommer 1994 nahm DDT am „Weiße-Nächte-Konzert“ in Berlin teil. Im Herbst desselben Jahres erhielt die Gruppe den „Owazija-Preis“ für die beste Rock-Gruppe des Jahres in Russland. Juri Schewtschuk wurde als bester russischer Rockmusiker des Jahres gewürdigt. Zu Beginn des Jahres 1995 wurde das nächste Album aufgenommen: „Eto wsjo… (Это всё…)“ (dt. Das ist alles…). Im Januar dieses Jahres begab sich Schewtschuk nach Tschetschenien auf eine Friedenstour. Er trat auf 50 Veranstaltungen bei russischen Truppen und in tschetschenischen Städten auf. Zwischen Ende 1995 und 1996 arbeitete DDT in den USA, wo sie ihr Album „Ljubow (Любовь)“ (dt. Liebe) bei Long View Farm in Massachusetts aufnahm. Neue Musiker stießen hinzu: I. Tichomirow und D. Galizki (Keyboard).

## Diskografie

### Studioalben
| Transkribierter Titel        | Originaltitel          | Übersetzung/Anmerkungen | Erscheinungsjahr |
| ---------------------------- | ---------------------- | --- | ---------------- |
| Swinja na raduge             | Свинья на радуге       | Das Schwein auf dem Regenbogen | 1982             |
| Kompromiss                   | Компромисс             | Kompromiss | 1983             |
| Periferija                   | Периферия              | Peripherie (im Sinne von ‚Provinz‘, Gebiet fernab der Hauptstadt) | 1984             |
| Wremja                       | Время                  | Zeit | 1985             |
| Ja polutschil etu rol        | Я получил эту роль     | Ich bekam diese Rolle | 1988             |
| Ottepel                      | Оттепель               | Tauwetter (auch mit Anspielung auf die Tauwetter-Periode) | 1990             |
| Plastun                      | Пластун                | [Neologismus aus dem Begriff "ползти по пластунски", welcher eine Bestimmte Art von kriechender bzw. robbender Fortbewegung beschreibt. Also ungefähr: "jemand, der kriecht"] | 1991             |
| Aktrissa Wesna               | Актриса Весна          | Schauspielerin Frühling | 1992             |
| Eto wsjo…                    | Это всё…               | wörtlich Das ist alles… (in der Bedeutung Das war’s) | 1994             |
| Ljubow                       | Любовь                 | Liebe | 1996             |
| Roschdjonny w SSSR           | Рождённый в СССР       | Geboren in der UdSSR | 1997             |
| Mir nomer nol                | Мир номер ноль         | Welt Nummer Null | 1999             |
| Metel awgusta                | Метель августа         | Schneesturm im August (wörtlich Schneesturm des Augusts) | 2000             |
| Jedinotschestwo I            | Единочество I          | [schwer zu übersetzender Neologismus, der „Einigkeit“ (Единство) und „Einsamkeit“ (Одиночество) verbindet], Teil I)                                                           | 2002             |
| Jedinotschestwo. II: Schiwoi | Единочество II: Живой  | [s. o.], Teil II: (Ich bin) am Leben (oder [Ich bin] lebendig) | 2003             |
| Propawschi bes westi         | Пропавший без вести    | Spurlos Verschwundener | 2005             |
| Prekrasnaja ljubow           | Прекрасная любовь      | Wunderschöne Liebe | 2007             |
| Inatsche                     | Иначе                  | Anders (ein Teil der Auflage mit zusätzlicher CD P.S.) | 2011             |
| Prosratchny                  | Прозрачный             | Das durchsichtige (Album) | 2014             |
| Galja chodi                  | Галя ходи              | Galja, geh | 2018             |
| Twortschestwo w pustote      | Творчество в пустоте   | Kreativität im Nichts | 2021             |
| Twortschestwo w pustote 2    | Творчество в пустоте 2 | Kreativität im Nichts 2 | 2022             |

### Livealben
| Transkribierter Titel   | Originaltitel         | Übersetzung/Anmerkungen     | Erscheinungsjahr |
| ----------------------- | --------------------- | --------------------------- | ---------------- |
| Tschorny pjos Peterburg | Чёрный пёс Петербург  | Schwarzer Hund Petersburg   | 1993             |
| Gorod bes okon. Wchod   | Город без окон. Вход  | Stadt ohne Fenster. Eingang | 2004             |
| Gorod bes okon. Wychod  | Город без окон. Выход | Stadt ohne Fenster. Ausgang | 2004             |

### Andere Alben (Auswahl)
| Transkribierter Titel                                                             | Originaltitel                                                       | Übersetzung/Anmerkungen | Erscheinungsjahr |
| --------------------------------------------------------------------------------- | ------------------------------------------------------------------- | --- | --- |
| Proswistela                                                                       | Просвистела                                                         | Vorbeigepfiffen (im Sinne, dass ein Geschoss oder eine Kugel ihr Ziel knapp verfehlt hat; Kompilation)                         | 1999 |
| Pesni                                                                             | Песни                                                               | Lieder (Kompilation, Neuaufnahmen zuvor bereits veröffentlichter Titel)                                                        | 2003 |
| Gljadi peschkom                                                                   | Гляди пешком                                                        | Schaue zu Fuß (Kompilation) | 2005 |
| XXV                                                                               | XXV                                                                 | XXV (Set aus 2 Best-of-CDs und 2 DVDs zum 25-jährigen Bestehen der Band)                                                       | 2005 |
| (CD 1) Rewoljuzija                                                                | Революция                                                           | Revolution | Revolution |
| (CD 2) Napolnim nebo dobrotoi                                                     | Наполним небо добротой                                              | (Wir) füllen den Himmel mit Güte                                                                                               | (Wir) füllen den Himmel mit Güte                                                                                               |
| (DVD 1) Ja schiwoi!                                                               | Я живой!                                                            | Ich bin am Leben! | Ich bin am Leben! |
| (DVD 2) Ei! Leningrad, Peterburg, Petrogradischtsche!!! (Konzert w „Olimpijskom“) | Эй! Ленинград, Петербург, Петроградище!!! (Концерт в „Олимпийском“) | Hallo! Leningrad, Petersburg, [schwer zu übersetzende Koseform, etwa] riesiges Petrograd!!! (Live im „Olimpijski“-Sportpalast) | Hallo! Leningrad, Petersburg, [schwer zu übersetzende Koseform, etwa] riesiges Petrograd!!! (Live im „Olimpijski“-Sportpalast) |

### Singles (Auswahl)
- 1988: Я Получил Эту Роль
- 1992: Что Такое Осень
- 1992: В Последнюю Осень
- 1992: Родина
- 1992: Дождь
- 1994: Ты Не Один
- 1994: Это Все
- 1994: Ветер
- 1994: Белая Река
- 1999: Метель
- 1999: Просвистела
- 1999: Еду Я На Родину
- 2000: Ночь Людмила
- 2002: Осенняя
- 2011: Песня О Свободе